# Lu Yen-hsun
Lu Yen-hsun (født 14. august 1983 i Taoyuan, Taiwan) er en taiwanesisk tennisspiller, der blev professionel i år 2001. Han har, pr. maj 2009, vundet en enkelt ATP-doubleturnering, men har fortsat sin første singletitel til gode. Hans bedste Grand Slam-resultat er en plads ved Australian Open i 2009.